# Ekumenopolis

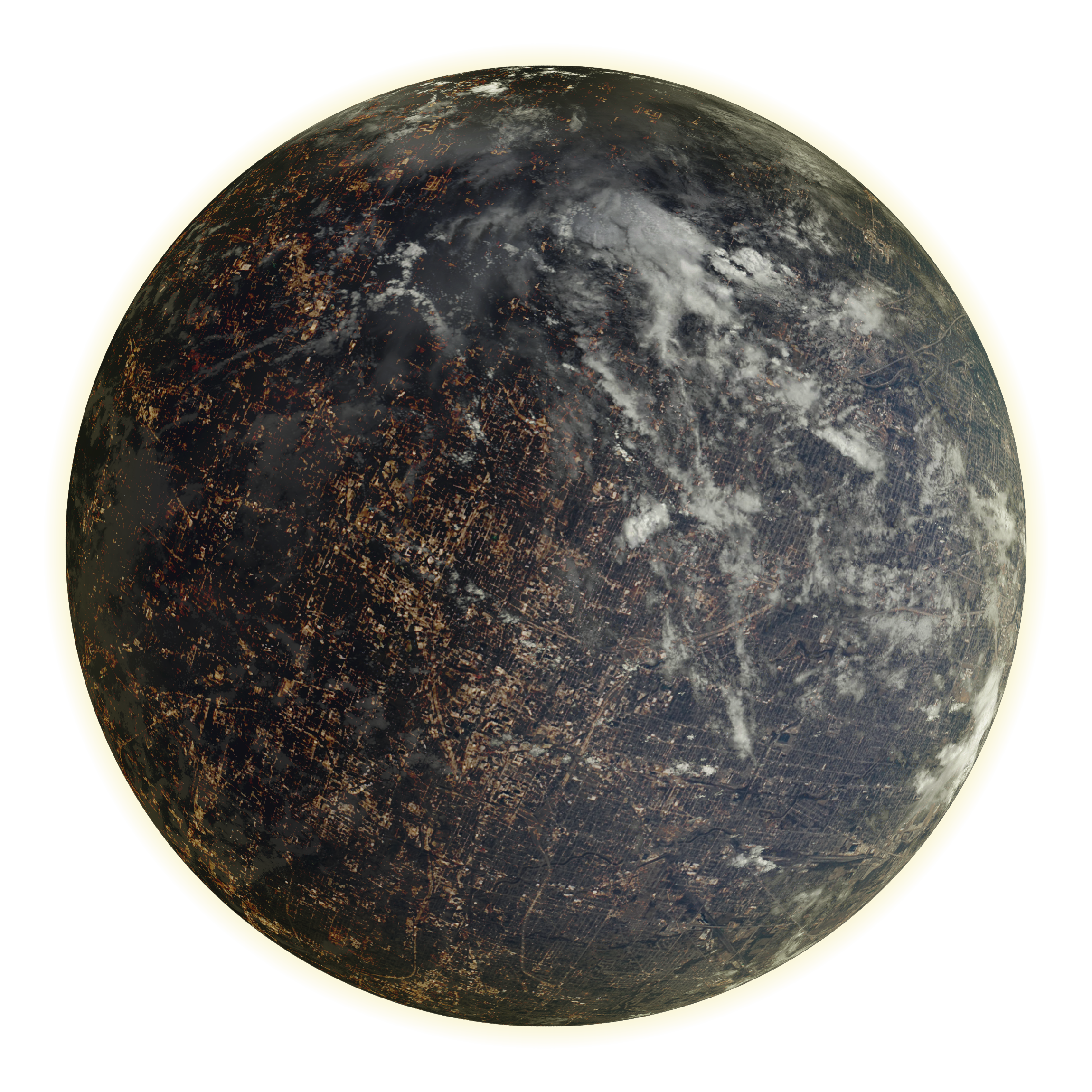
Ekumenopolis

Ekumenopolis (řecky světové město) je termín zavedený v r. 1967 řeckým urbanistou Constantinosem Doxiadisem na reprezentaci myšlenky, že v budoucnosti by se mohly urbanizované oblasti a souměstí spojit a vytvořit tak jedno celosvětové město, jako důsledek současných trendů urbanizace a růstu populace.
Svět, který by dospěl k takovémuto stupni vývoje, by pravděpodobně potřeboval import potravin z jiných planet, či orbitálních nebo podzemních zdrojů.
Doxiadis vytvořil i scénář založený na trendu urbanistického vývoje současnosti. Předpovídal první evropské eperopolis (kontinentální město), které by mělo být založeno v oblasti Londýn-Paříž-Amsterdam.
V moderní science-fiction literatuře jsou ekumenopole většinou sídla galaktických impérií (například Coruscant ze světa Star Wars).